# American Music Awards de 2014
O 42ª American Music Awards (AMA) foi realizado no dia 23 de novembro de 2014, no Nokia Theatre LA Live, em Los Angeles, nos Estados Unidos. A premiação reconheceu os artistas e álbuns de 2014. As indicações mais populares foram anunciadas em 13 de outubro de 2014, por Jason Derulo e Charli XCX. Iggy Azalea leva os nomeados com seis indicações. Ele foi transmitido ao vivo pela ABC. Pitbull foi anunciado como apresentador em 20 de outubro de 2014. Lance Bass, Chelsea Briggs, Kandi Burruss, Gavin DeGraw, Frankie Grande, Taryn Manning, Jordin Sparks, Morgan Stewart e Ted Stryker foram todos anunciou a co-anfitriã do pré-show em 07 de novembro de 2014.

## Apresentações
| Artista(s)                         | Canção(ões)                                                       | Apresentado por                    |
| Pré-show                           | Pré-show                                                          | Pré-show                           |
| ---------------------------------- | ----------------------------------------------------------------- | ---------------------------------- |
| Becky G                            | "Shower"                                                          |                                    |
| Lemonade                           | "Big Weekend"                                                     |                                    |
| Ella Henderson                     | "Ghost"                                                           |                                    |
| Katy Tiz                           | "The Big Bang"                                                    |                                    |
| Mary Lambert                       | "Secrets"                                                         |                                    |
| R5                                 | "Smile"                                                           |                                    |
| Cerimônia                          |                                                                   |                                    |
| Taylor Swift                       | "Blank Space"                                                     | Pitbull                            |
| Charli XCX                         | "Boom Clap" Break the Rules"                                      | Ansel Elgort                       |
| Wyclef Jean Magic!                 | "Rude"                                                            | Matthew Morrison Rita Ora          |
| 5 Seconds of Summer                | "What I Like About You"                                           | Gavin DeGraw Becky G               |
| Imagine Dragons                    | "I Bet My Life"                                                   | Danai Gurira Lauren Cohan          |
| Sam Smith ASAP Rocky               | "I'm Not The Only One"                                            | Dianna Agron Nathan Fillion        |
| Iggy Azalea Charli XCX             | "Fancy" Beg for It"                                               | T.I.                               |
| Lorde                              | "Yellow Flicker Beat"                                             | Elizabeth Banks                    |
| Ariana Grande the Weeknd           | "Problem" Break Free" Love Me Harder" (com the Weeknd)            | —                                  |
| Pitbull Ne-Yo                      | "Don't Stop the Party" "Fireball" "Time of Our Lives" (com Ne-Yo) | Kira Kazantsev                     |
| Selena Gomez                       | "The Heart Wants What It Wants"                                   | Mary Lambert Lucy Hale             |
| One Direction                      | "Night Changes"                                                   | Kate Beckinsale                    |
| Lil Wayne Christina Milian         | "Start a Fire"                                                    | Anthony Anderson Tracee Ellis Ross |
| Nicki Minaj Skylar Grey            | "Bed of Lies"                                                     | Anthony Anderson Tracee Ellis Ross |
| Fergie YG DJ Mustard               | "L.A. Love (La La)"                                               | Josh Duhamel                       |
| Chopstick Brothers                 | "Little Apple"                                                    | Pitbull                            |
| Garth Brooks[a]                    | "People Loving People"                                            | Luke Bryan                         |
| Mary J. Blige                      | "Therapy"                                                         | Ella Henderson Aloe Blacc          |
| Jessie J Ariana Grande Nicki Minaj | "Bang Bang"                                                       | Pentatonix                         |
| Jennifer Lopez Iggy Azalea         | "Booty"                                                           | Pitbull                            |

Notas
- ↑[a]  Transmitido ao vivo do show de Garth Brooks em Greensboro, Carolina do Norte, nos Estados Unidos.

## Vencedores e indicados
AVISO: As estrelas indicam os vencedores.
| Artista do Ano (apresentado por Heidi Klum) | Artista Revelação (apresentado por Julianne Hough)                                                                                    |
| --- | --- |
| - One Direction - Iggy Azalea - Beyoncé - Luke Bryan - Katy Perry | - 5 Seconds of Summer - Iggy Azalea - Bastille - Sam Smith - Meghan Trainor                                                           |
| Cantor de Pop/Rock (apresentado por Taylor Schilling e Uzo Aduba) | Cantora de Pop/Rock (apresentado por Khloé Kardashian, Kendall Jenner e Kylie Jenner)                                                 |
| - Sam Smith - John Legend - Pharrell Williams | - Katy Perry - Iggy Azalea - Lorde |
| Banda/Dupla/Grupo de Pop/Rock (apresentado por Patrick Dempsey) | Álbum de Pop/Rock (apresentado por Jenny McCarthy e Donnie Wahlberg)                                                                  |
| - One Direction - Imagine Dragons - OneRepublic | - Midnight Memories – One Direction - Pure Heroine – Lorde - Prism – Katy Perry                                                       |
| Cantor de Country (apresentado por Jhené Aiko e Meghan Trainor) | Cantora de Country |
| - Luke Bryan - Jason Aldean - Blake Shelton | - Carrie Underwood - Miranda Lambert - Kacey Musgraves                                                                                |
| Banda/Dupla/Grupo de Country | Álbum de Country (apresentado por Mark Cuban, Daymond John, Robert Herjavec e Kevin O'Leary)                                          |
| - Florida Georgia Line - Eli Young Band - Lady Antebellum | - Just as I Am – Brantley Gilbert - Blame It All on My Roots: Five Decades of Influences – Garth Brooks - The Outsiders – Eric Church |
| Artista Rap/Hip-Hop (apresentado por Olivia Munn e Pat Monahan) | Álbum de Rap/Hip-Hop (apresentado por Jamie Foxx)                                                                                     |
| - Iggy Azalea - Drake - Eminem | - The New Classic – Iggy Azalea - Nothing Was the Same – Drake - The Marshall Mathers LP 2 – Eminem                                   |
| Cantor de Soul/R&B | Cantora de Soul/R&B |
| - John Legend - Chris Brown - Pharrell Williams | - [Beyoncé - Jhene Aiko - Mary J. Blige                                                                                               |
| Álbum de Soul/R&B | Artista Alternativo (apresentado por Danica McKellar e Brantley Gilbert)                                                              |
| - Beyoncé – Beyoncé - Love in the Future – John Legend - G I R L – Pharrell Williams                                                                                         | - Imagine Dragons - Bastille - Lorde                                                                                                  |
| Artista Adulto-Contemporâneo | Artista Latino |
| - Katy Perry - Sara Bareilles - OneRepublic | - Enrique Iglesias - Marc Anthony - Romeo Santos                                                                                      |
| Artista Inspiracional Contemporâneo | Artista de EDM |
| - Casting Crowns - Hillsong United - Newsboys | - Calvin Harris - Avicii - Zedd |
| Single do Ano | Melhor Trilha Sonora |
| - "Dark Horse" – Katy Perry com part. de Juicy J - "Fancy" – Iggy Azalea com part. de Charli XCX - "All of Me" – John Legend - "Rude" – Magic! - "Happy" – Pharrell Williams | - Frozen - The Fault in Our Stars - Guardians of the Galaxy: Awesome Mix, Vol. 1                                                      |
| Canção Internacional do Ano (apresentado por Pitbull) | Artista Internacional (apresentado por Pitbull)                                                                                       |
| "Little Apple" - Chopstick Brothers | Jason Zhang |
| Prêmio Dick Clark de Excelência (apresentado por Diana Ross) | |
| Taylor Swift | |